# Auchmis andausica
Auchmis andausica là một loài bướm đêm trong họ Noctuidae.